# Harper Ridge
Harper Ridge ist ein nahezu eisfreier, 3 km langer und über 1800 m hoher Gebirgskamm in der antarktischen Ross Dependency. In den Cook Mountains erstreckt er sich vom mittleren Abschnitt der Finger Ridges in nördlicher Richtung zum Yamagata Ridge.
Das Advisory Committee on Antarctic Names benannte ihn 2001 nach Doyal A. Harper vom Yerkes-Observatorium, ab 1991 für einige Jahre Leiter der astrophysikalischen Untersuchungen in Antarktika auf der Amundsen-Scott-Südpolstation.